# Наурское сельское поселение
Наурское се́льское поселе́ние — муниципальное образование в Наурском районе Чечни Российской Федерации.
Административный центр — станица Наурская.

## История
Статус и границы сельского поселения установлены Законом Чеченской Республики от 14 июля 2008 года № 47-РЗ «Об образовании муниципального образования Наурский район и муниципальных образований, входящих в его состав, установлении их границ и наделении их соответствующим статусом муниципального района и сельского поселения».

## Население
| 2010  | 2012  | 2013  | 2014    | 2015    | 2016    | 2017  |
| ----- | ----- | ----- | ------- | ------- | ------- | ----- |
| 9050  | ↗9137 | ↗9377 | ↗9540   | ↗9666   | ↗9787   | ↘9656 |
| 2018  | 2019  | 2020  | 2021    | 2023    | 2024    |       |
| ↘9636 | ↗9638 | ↗9850 | ↗10 840 | ↗10 943 | ↗11 165 |       |

## Состав сельского поселения
| № | Населённый пункт | Тип населённого пункта          | Население |
| - | ---------------- | ------------------------------- | --------- |
| 1 | Наурская         | станица, административный центр | ↗11 165   |